# Babooshka (chanson)
Pour un article plus général, voir Discographie et vidéographie de Kate Bush.
 (août 2012).
Singles de Kate Bush
Breathing
(1980) Army Dreamers
(1980)
Pistes de Never for Ever
Delius (Song of Summer)
Babooshka est une chanson de l'auteur-compositeur-interprète britannique Kate Bush, le 2e single tiré de son album Never for Ever. Sorti en single en juin 1980, il a passé 10 semaines dans le hit parade du Royaume-Uni, atteignant la 5e position. Son succès a été encore plus grand en Australie, où il a été la 20e meilleure vente de single de l'année.
Le 45-tours sera certifié disque d'argent au Royaume-Uni avec 250 000 singles vendus.

## Les paroles
Selon un entretien que Kate Bush a donné à la série télévisée australienne Countdown (en) en 1980, la chanson raconte le désir d'une femme de tester la fidélité de son mari. Pour ce faire, elle prend « Babooshka » (grand-mère en russe) comme nom de plume et écrit à son mari en se faisant passer pour une jeune femme,. Babooshka tombe dans son propre piège lorsque, plongée dans l'amertume et la paranoïa, elle arrange un rendez-vous avec son mari, qui est sous le charme du personnage qui lui rappelle sa femme dans ses années de jeunesse. De ce fait, elle finit par détruire son propre mariage.
Le clip vidéo de la chanson met en scène Kate Bush dans son rôle d'épouse aigrie, habillée d'une combinaison et d'un voile noirs, et tenant à côté d'elle une contrebasse qui symbolise le mari. La tenue de Bush se transforme ensuite en un costume « russe » extravagant, mythique et minimaliste, qui incarne son alter ego : Babooshka. Le costume s'appuie notamment sur une illustration de Chris Achilleos.

## Pistes
1. Babooshka (Kate Bush) 3:28
2. The Ran Tan Waltz (Bush) 2:40

## Hit parade
| Hitparade (1980)          | Meilleure position |
| ------------------------- | ------------------ |
| Australian chart          | 2                  |
| Dutch Single Top 100      | 15                 |
| German Singles Chart      | 20                 |
| French SNEP Chart         | 5                  |
| Italian Singles Chart     | 5                  |
| Irish Singles Chart       | 5                  |
| New Zealand Singles Chart | 8                  |
| Norwegian Singles Chart   | 4                  |
| UK Singles Chart          | 5                  |